# Урания (Будапешт)

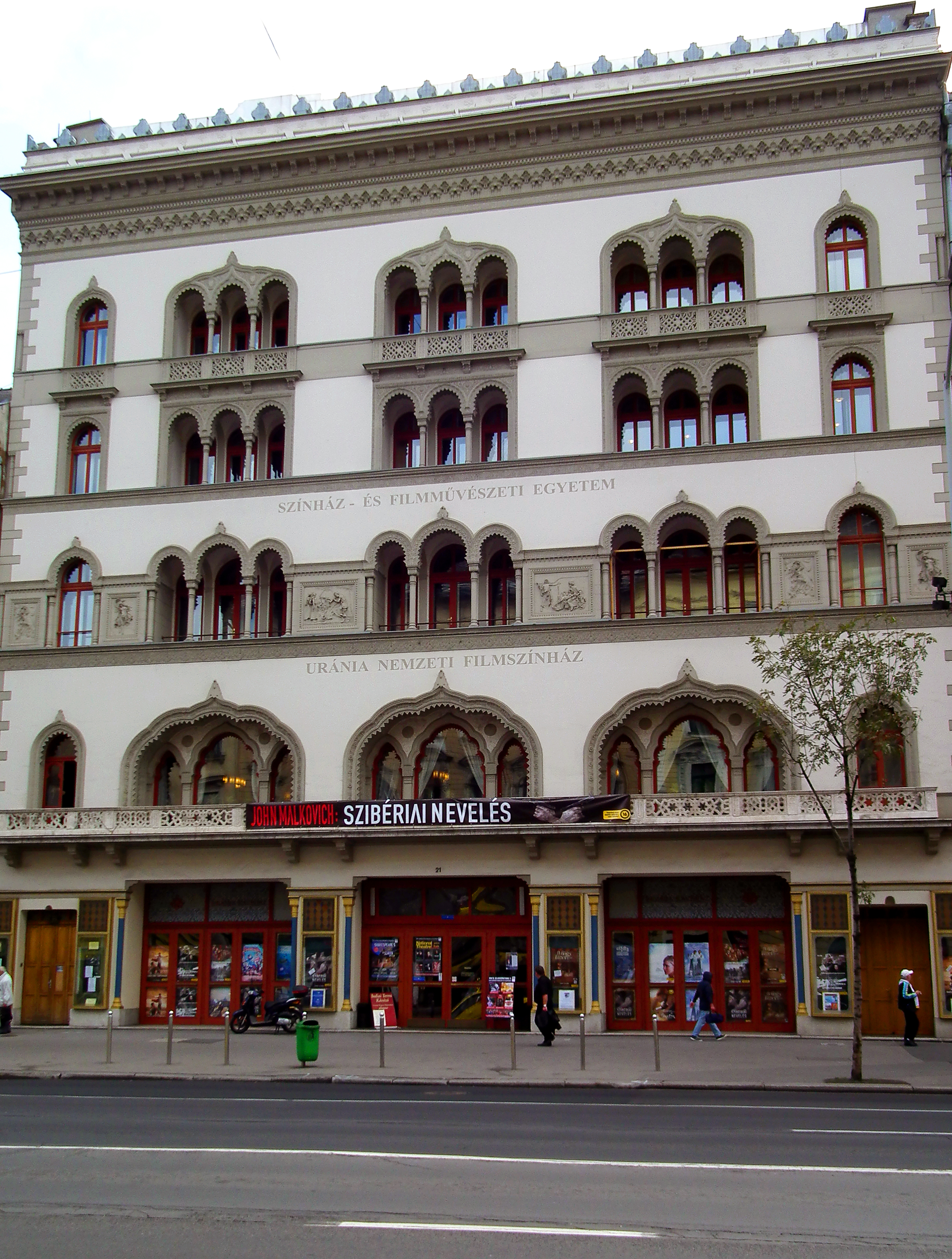
Здание в мавританском стиле Национального кинотеатра «Урания» (бывшее Просветительское общество «Урания»), Будапешт, ул.Ракоци, 21.

Просветительское общество «Урания» — венгерское просветительское общество, созданное в 1897 году в Австро-Венгрии, в Будапеште, основанное, в основном, частными лицами в форме акционерного общества с целью широкого распространения в обществе научных и естественно-исторических знаний (в том числе, с помощью проецируемых изображений и театральных постановок).

## Будапешт
В 1907 году штаб-квартира Общества «Урания» была переведена в VIII-й квартал Будапешта в здание, выстроенное в 1890-е годы в мавританском стиле на улице Ракоци, 21, получившее название театр наук «Урания».
В 1908 году в театре «Урания» состоялось 437 сеансов, в нём располагалась издательство, выпускавшее периодику и учебные материалы, а также был магазин, в котором они продавались, и астрономическая обсерватория.
Просветительское общество «Урания» было распущено после Второй мировой войны.
В здании были размещены кинотеатр «Урания» и театральная студия «Odry», а его просветительские функция и обсерватория «Урания» были переданы венгерскому обществу научных знаний.